# 陈程
陈程（1992年2月10日—），上海人，中国男子游泳运动员。

## 生平
2012年，陈程代表中国出戰英國倫敦舉行的奥林匹克运动会游泳比賽男子200米蛙泳及4×100米混合泳接力賽事。